# Arrane Ashoonagh dy Vannin
Die Nationalhymne der Isle of Man, deren manx-gälischer Name Arrane Ashoonagh dy Vannin (deutsch „Nationalhymne von Isle of Man“) lautet, wurde von William Henry Gill (1839–1923) komponiert und erst später von John Kneen (1873–1939) ins Manx übersetzt. Der englische Titel der Hymne ist O Land of Our Birth. Sie wurde erst 2002 vom Tynwald offiziell anerkannt.
Im März 2015 wurde diese Hymne, von Ellan Vannin, im Irrtum gespielt anstatt der Nationalhymne von El Salvador zu einem Fußballspiel zwischen El Salvador und Argentinien im FedExField in Landover, Maryland, Vereinigte Staaten.

## Text
Die erste Strophe der Hymne auf Manx lautet:
O Halloo nyn ghooie,
O' Ch'liegeen ny s'bwaaie
Ry gheddyn er ooir aalin Yee,
Ta dt' Ardstoyl Reill Thie
Myr Barrool er ny hoie
Dy reayl shin ayns seyrsnys as shee.
Die englische Version derselben Strophe ist:
O land of our birth,
O gem of God's earth,
O Island so strong and so fair;
Built firm as Barrule,
Thy Throne of Home Rule
Makes us free as thy sweet mountain air.
Deutsche Übersetzung
Oh Land unserer Geburt,
Oh Edelstein von Gottes Erde,
Oh Insel, so stark, so schön
Stark gebaut wie Barrule,
Dein Thron der Selbstregierung
Macht uns so frei wie deine frische Bergluft.